# Nantyglo
Nantyglo (in gallese: Nant-y-glo) è un villaggio di circa 4.500 abitanti del Galles sud-orientale, facente parte della comunità di Nantyglo and Blaina, nel distretto di contea di Blaenau Gwent.
Storicamente, faceva invece parte della contea del Monmouthshire, del soppresso distretto di Nantyglo & Blaina e della parrocchia di Aberystruth.
Si tratta di uno dei villaggi più industrializzati della zona.

## Geografia fisica

### Collocazione
Nantyglo si trova pochi chilometri tra Ebbw Vale e Blaenavon (rispettivamente ad est della prima e ad ovest della seconda), a pochi chilometri a nord di Abertillery.

## Società

### Evoluzione demografica
Al censimento del 2011, Nantyglo contava una popolazione pari a 4.635 abitanti.

## Edifici e luoghi d'interesse

### Nantyglo Round Towers
Tra le attrazioni di Nantyglo, figurano le Nantyglo Round Towers, le ultime torri fortificate della Gran Bretagna, costruite nel 1816 dagli industriali Crawshay e Joseph Bailey.

### Parc Nant y Waun
Nei dintorni di Nantyglo, si trova il Parc Nant y Waun, una riserva naturale di 22 ettari.

## Sport
- Nantyglo Rugby Football Club, squadra di rugby[7]